# Videogiochi di Dragon Ball
Sulla scia del successo delle serie di manga e anime di Dragon Ball sono stati pubblicati numerosi videogiochi, molti dei quali sono disponibili anche in Italia.

## Apple Pippin
- Anime Designer: Dragon Ball Z

## Super Cassette Vision
- Dragon Ball: Dragon Daihikyō

## Playdia
- Dragon Ball Z: Shin Saiyajin Zetsumetsu Keikaku Chikyuu Hen
- Dragon Ball Z: Shin Saiyajin Zetsumetsu Keikaku Uchuu Hen

## Design Master Senshi Mangajukuu
- Dragon Ball Z: Manga Kasetto
- Dragon Ball Z: Taisen Kata Game Kasetto

## WonderSwan Color
- Dragon Ball

## Nintendo Entertainment System
- Dragon Ball: Shenron no nazo (conosciuto all'infuori del Giappone come Dragon Power).
- Dragon Ball: Daimaō fukkatsu
- Dragon Ball 3: Gokuden
- Dragon Ball Z: Kyōshū! Saiyan
- Dragon Ball Z II: Gekishin Freeza
- Dragon Ball Z III: Ressen Jinzōningen
- Dragon Ball Z: Gekitou Tenkaichi Budokai
- Dragon Ball Z Gaiden: Saiyajin Zetsumetsu Keikaku
- Famicom Jump: Hero Retsuden
- Famicom Jump II: Saikyō no Shichinin

## Super Nintendo Entertainment System
- Dragon Ball Z: Super Saiya Densetsu
- Dragon Ball Z: Super Butouden
- Dragon Ball Z: Super Butouden 2
- Dragon Ball Z: Super Butouden 3
- Dragon Ball Z: Super Gokuden: Totsugeki-Hen
- Dragon Ball Z: Super Gokuden: Kakusei-Hen
- Dragon Ball Z: Hyper Dimension

## Nintendo Switch
- Dragon Ball Xenoverse 2
- Dragon Ball FighterZ
- Super Dragon Ball Heroes: World Mission
- Dragon Ball Z: Kakarot

## Game Boy
- Dragon Ball Z: Goku Hishōden
- Dragon Ball Z: Goku Gekitōden

## Game Boy Color
- Dragon Ball Z: I leggendari super guerrieri

## Game Boy Advance
- Dragon Ball: Advanced Adventure
- Dragon Ball Z: Collectible Card Game
- Dragon Ball Z: Supersonic Warriors
- Dragon Ball Z: Taiketsu
- Dragon Ball Z: Il destino di Goku
- Dragon Ball Z: Il destino di Goku II
- Dragon Ball Z: Buu's Fury
- Dragon Ball GT: Transformation

## Nintendo DS
- Dragon Ball Z: Goku Densetsu
- Dragon Ball Z: Supersonic Warriors 2
- Dragon Ball: Origins
- Dragon Ball Z: Attack of the Saiyans
- Dragon Ball: Origins 2
- Dragon Ball Kai: Ultimate Butoden

## Nintendo 3DS
- Dragon Ball Heroes: Ultimate Mission
- Dragon Ball Heroes: Ultimate Mission 2
- Dragon Ball Z: Extreme Butōden
- Dragon Ball Fusions
- Dragon Ball Heroes: Ultimate Mission X

## Nintendo GameCube
- Battle Stadium D.O.N
- Dragon Ball Z: Budokai
- Dragon Ball Z: Budokai 2
- Dragon Ball Z: Sagas

## Nintendo Wii
- Dragon Ball Z: Budokai Tenkaichi 2
- Dragon Ball Z: Budokai Tenkaichi 3
- Dragon Ball: Revenge of King Piccolo

## Sega Mega Drive
- Dragon Ball Z: Buyū retsuden

## Sega Saturn
- Dragon Ball Z: Shin Butouden
- Dragon Ball Z: The Legend

## PlayStation
- Dragon Ball Z: Ultimate Battle 22
- Dragon Ball Z: The Legend
- Dragon Ball: Final Bout

## PlayStation 2
- Dragon Ball Z: Budokai
- Dragon Ball Z: Budokai 2
- Dragon Ball Z: Budokai 3
- Dragon Ball Z: Budokai Tenkaichi
- Dragon Ball Z: Budokai Tenkaichi 2
- Dragon Ball Z: Budokai Tenkaichi 3
- Dragon Ball Z: Infinite World
- Dragon Ball Z: Sagas
- Super Dragon Ball Z

## PlayStation 3
- Dragon Ball Z: Burst Limit
- Dragon Ball: Raging Blast
- Dragon Ball: Raging Blast 2
- Dragon Ball Z: Ultimate Tenkaichi
- Dragon Ball Z: Budokai HD Collection
- Dragon Ball Z: Battle of Z
- Dragon Ball Xenoverse

## PlayStation 4
- Dragon Ball Xenoverse
- Dragon Ball Xenoverse 2
- Dragon Ball FighterZ
- Dragon Ball Z: Kakarot
- Dragon Ball: The Breakers

## PlayStation 5
- Dragon Ball Xenoverse 2
- Dragon Ball Z: Kakarot
- Dragon Ball: Sparking Zero

## PlayStation Portable
- Dragon Ball Z: Shin Budokai
- Dragon Ball Z: Shin Budokai 2
- Dragonball Evolution
- Dragon Ball Z: Tenkaichi Tag Team

## PlayStation Vita
- Dragon Ball Z: Battle of Z

## Xbox
- Dragon Ball Z: Sagas

## Xbox 360
- Dragon Ball Z: Burst Limit
- Dragon Ball: Raging Blast
- Dragon Ball: Raging Blast 2
- Dragon Ball Z: Ultimate Tenkaichi
- Dragon Ball Z Kinect (versione Kinect di Ultimate Tenkaichi)
- Dragon Ball Z: Budokai HD Collection
- Dragon Ball Z: Battle of Z
- Dragon Ball Xenoverse

## Xbox One
- Dragon Ball Xenoverse
- Dragon Ball Xenoverse 2
- Dragon Ball FighterZ
- Dragon Ball Z: Kakarot
- Dragon Ball: The Breakers

## Xbox Series X/S
- Dragon Ball Z: Kakarot
- Dragon Ball: Sparking! Zero

## Giochi per computer
- Dragon Ball Online
- Dragon Ball Xenoverse
- Dragon Ball Xenoverse 2
- Dragon Ball FighterZ
- Super Dragon Ball Heroes: World Mission
- Dragon Ball Z: Kakarot
- Dragon Ball: The Breakers

## Giochi per smartphone
- Dragon Ball Z: Dokkan Battle
- Dragon Ball Super Card Game
- Dragon Ball Legends
- Dragon Ball Z Tap Battle
- Dragon Ball Z Ultimate Swipe Battle
- Dragon Ball Z The Awakening
- Dragon Ball The Strongest Warrior

## Giochi arcade
- Dragon Ball Z: Dragon Battlers
- Dragon Ball: Zenkai Battle Royale[2]
- Dragon Ball Heroes
- Dragon Ball V.R.V.S.